# Bopyroides shiinoi
Bopyroides shiinoi là một loài chân đều trong họ Bopyridae. Loài này được Rybakov & Avdeev miêu tả khoa học năm 1991.